# Hylaeus soror
Hylaeus soror är en biart som först beskrevs av Pérez 1903.  Hylaeus soror ingår i släktet citronbin, och familjen korttungebin. Inga underarter finns listade i Catalogue of Life.

## Bildgalleri

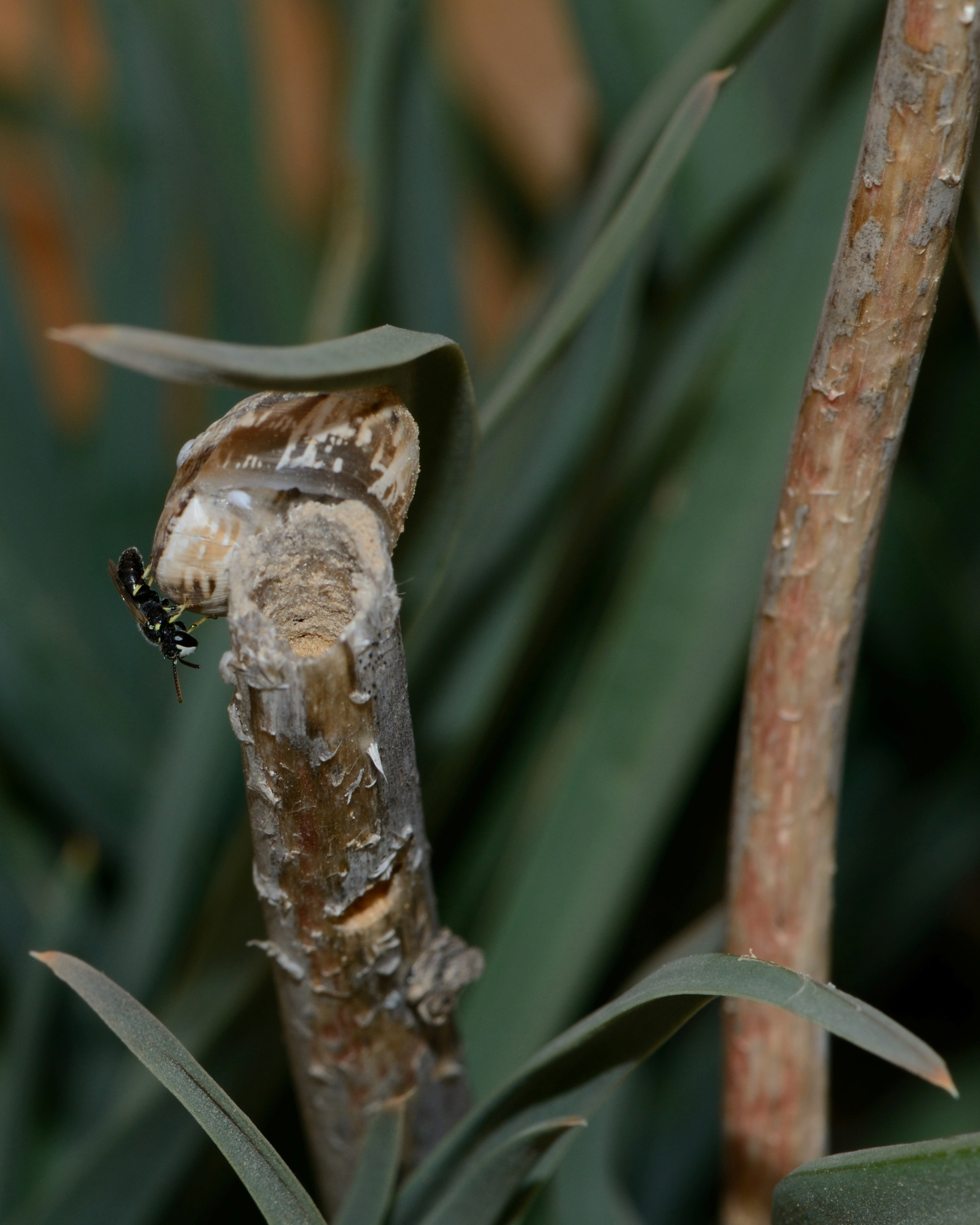